# Philippe Van Tieghem
Pour les articles homonymes, voir Van Tieghem (homonymie).
Philippe Édouard Léon Van Tieghem, né le 19 avril 1839 à Bailleul et mort le 28 avril 1914 à Paris, est un botaniste et un biologiste français.

## Biographie
Orphelin de bonne heure, il est élevé par des membres de sa famille. Après l’obtention de son baccalauréat en 1856, il étudie à l’École normale supérieure et suit les cours de Joseph Bertrand (1822-1900), de Charles Sainte-Claire Deville (1814-1876) et de Louis Pasteur (1822-1895). Ce dernier le prend dans son laboratoire après son agrégation. Il commence à travailler sur des cultures de champignons et met au point la cellule de Van Tieghem, qui permet d’observer au microscope le développement du mycélium. Il obtient son doctorat de physique en 1864 et commence à enseigner la botanique à l’École normale supérieure. En 1866, il obtient un deuxième titre de docteur en histoire naturelle. De 1873 à 1886, il enseigne à l’École centrale des arts et manufactures. Il traduit, en 1873, le Traité de botanique de Julius von Sachs (1832-1897). 
Il devient membre en 1871 de Société philomathique de Paris et en 1876 de l’Académie des sciences, institution qu’il dirige en 1899.
Van Tieghem entre au Muséum national d'histoire naturelle en 1878. Il enseigne également à l’Institut agronomique de Paris. Il est président de la Société botanique de France en 1881 puis en 1895 et rédacteur des Annales des sciences naturelles (section botanique) entre 1882 et 1914.

### Vie familiale
Il épouse en 1862 Hélène Sarchi, fille de l'essayiste Charles Sarchi (1803-1879) et de Félicité Rodrigues-Henriques, et petite-fille du philologue Philippe Sarchi. Il est le beau-père des botanistes Albert Mathieu Leclerc du Sablon, Gaston Bonnier et Julien Noël Costantin. 
De son union avec Hélène Sarchi, Philippe Van Tieghem eut un fils, Paul van Tieghem (1871-1948), lequel donna naissance à Philippe Adrien Van Tieghem (de) en 1898; tous deux historiens de la littérature (le premier professeur à Louis le Grand et le second au lycée Pasteur), qui vont connaître une certaine notoriété au début du XXe siècle grâce à leurs importants travaux sur le mouvement romantique français et européen.

## Œuvres et publications
- Traité de botanique , Paris, F. Savy, 1884, 1 vol. (XXXI-1656 p.), ill., in-8, lire en ligne sur Gallica.
- Éléments de botanique, Paris, Masson, 3e éd. en 1898, 2 vol., ill., in-16 :

1. tome I lire en ligne sur Gallica
2. tome II lire en ligne sur Gallica

- Philippe Van Tieghem et Georges Le Monnier, Recherche sur les mucorinées, Librairie Masson, place de l'École de médecine, Paris, 1873 (lire en ligne), lire en ligne sur Gallica